# 牧野伸顯

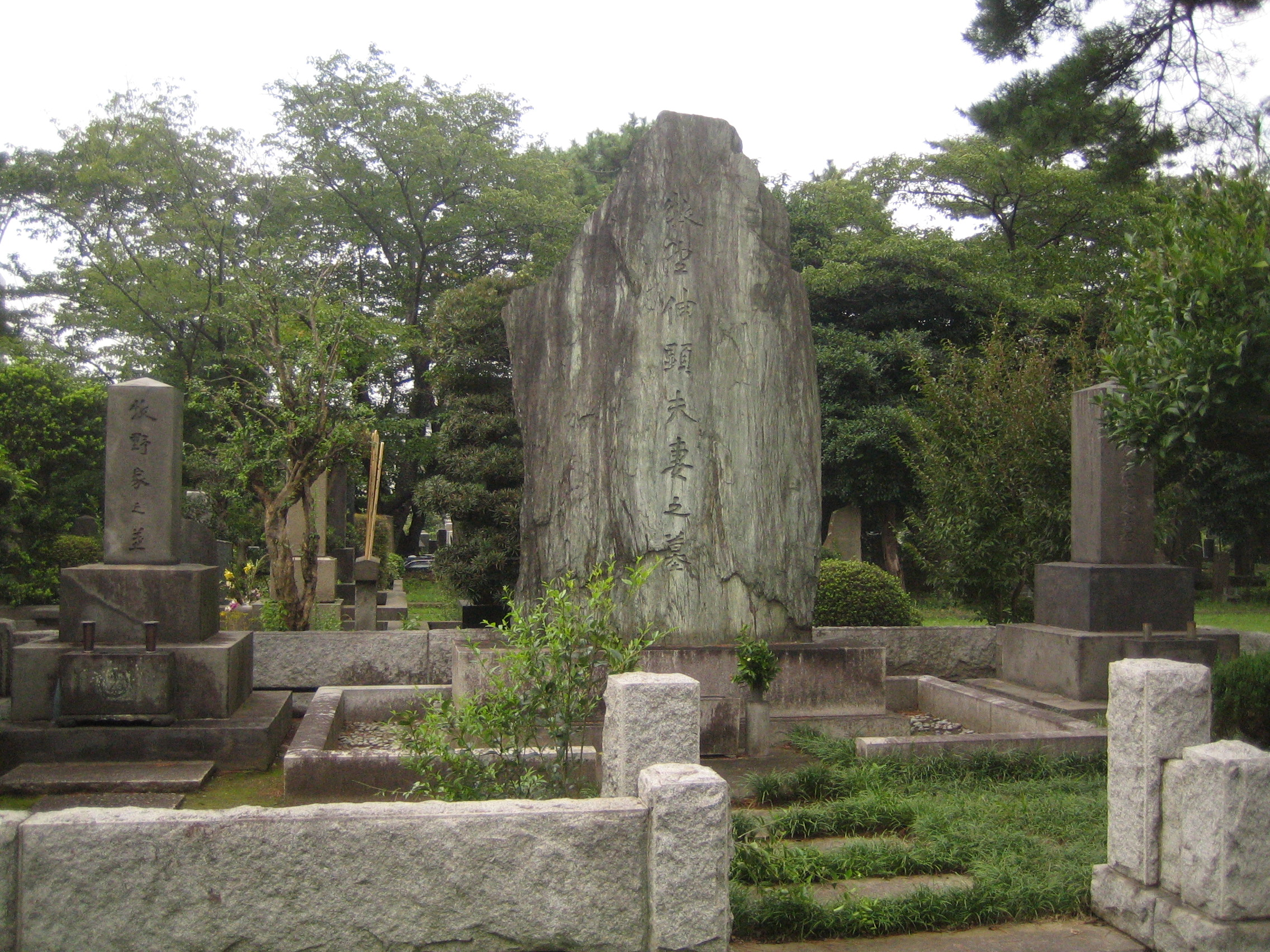
牧野伸顕墓地.

牧野伸顯（日语：／ Makino Nobuaki ?，1861年11月24日—1949年1月25日）是日本政治家，位階为从一位，勳等為勲一等，爵位为伯爵。明治维新功臣大久保利通的次子。原名“是利”。前首相吉田茂是其女婿、麻生太郎和宽仁亲王妃信子是其曾孫。

## 生平

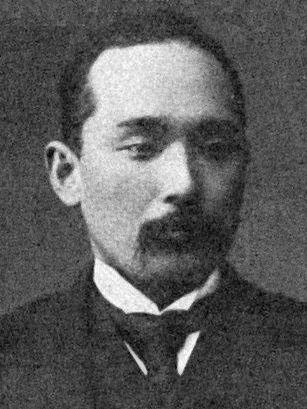
初入閣任文部大臣的牧野伸顕（1906年）

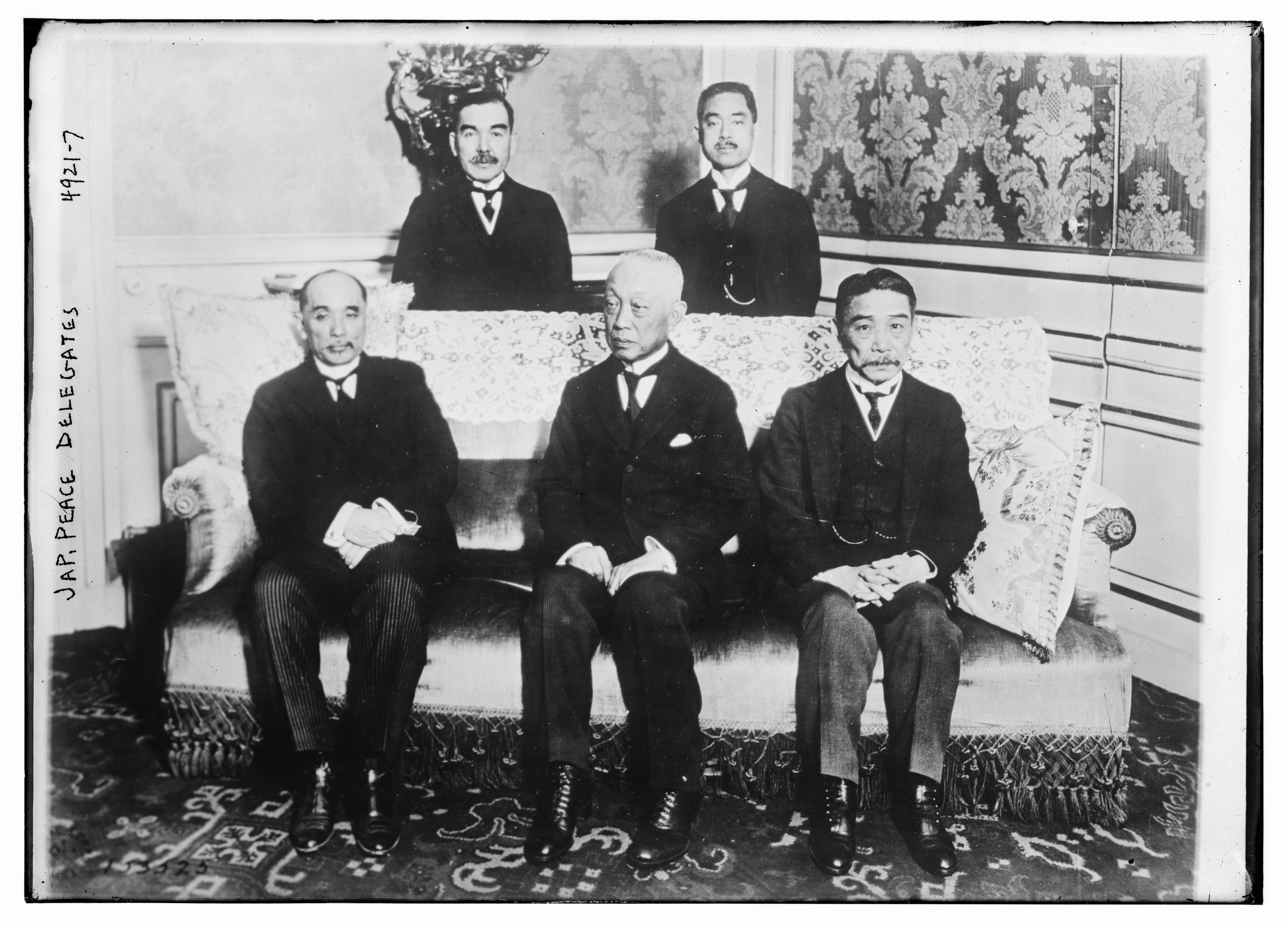
巴黎和会上的牧野（前排左一）等人

1861年11月24日（文久元年10月22日），出生于萨摩国鹿儿岛城下加治屋町猫之薬師小路，是薩摩藩士大久保利通与妻子満寿子所生的第二子（幼名伸熊），出生後被大久保利通的姨表兄弟牧野吉之丞认为養子。1868年吉之丞在新潟战死，遂继承牧野家，但在大久保家长大。
1871年（明治4年），11歳的牧野伸顕与父兄一起随岩仓遣欧使节团坐船前往美国，并在费城中学读书。1874年回国进入开成学校（後为東京帝国大学）就读。1880年（明治13年），从東京大学中途退学进入外务省工作，前往日本驻伦敦大使館赴任，和赴欧进行憲法調査的伊藤博文相识。
此後，牧野伸顕历任福井县知事、茨城县知事、文部次官、驻意大利公使、奥地利公使等职务。
1906年，牧野伸顕在第一届西園寺内閣中任文部大臣，1907年11月4日因外交方面的功績被授予男爵。1911年在第二届西園寺内閣任農商務大臣、1913年的第一届山本内閣任外務大臣。这个时期的牧野，与伊藤博文及其後継者西园寺公望政见接近，主张对外进行协调外交，强调英美自由主义政治，是立宪政友会资深官僚政治家。一面方依靠萨摩阀在政界、外交界、宮中的势力巩固自己独自的地位。1914年（大正3年）3月31日，牧野被选为貴族院勅選議員。
1919年（大正8年），第一次世界大战後，牧野作为日本次席大使出席巴黎和会，日本代表团名义上的首席代表首席是西园寺公望，可是实际上由牧野指挥，随员有近衛文麿和女婿吉田茂等。他在会上提交了《種族平等議案》。因其在和会上的表现，回到日本后大正天皇論功行賞，由男爵升为子爵，同時授旭日桐花大綬章。
1921年（大正10年），受宮中某重大事件影響的中村雄次郎宮相辞任，元老松方正義选择牧野伸顕为继任者，2月19日正式就任宫内大臣。
1925年（大正14年），牧野转任内大臣，1935年（昭和10年）离任。退任时被授予伯爵。昭和天皇对牧野的信任非常深厚，在他向天皇提出退任意向时，天皇流着眼泪很是不舍。为了保持影响力，牧野推荐了汤浅仓平继任内大臣。
1936年（昭和11年），二二六事件中牧野被作为親英美派的代表被袭击，政变发生时他正在湯河原的伊藤屋旅館別荘「光風庄」休养，在外孫女麻生和子（吉田茂之女）的帮助下逃过一劫。
第二次世界大战期间。天皇对牧野的信頼依旧，数度招他入宮中听取他的意見。晩年在千葉柏市居住。战後他作为最老的自由主义者得到很高评价，鸠山一郎被公职追放后由他接任自由党总裁的呼声很高，但因其年老的问题再次进入政坛不易而最后由其女婿吉田茂担任自由党的总裁和首相。
1949年（昭和24年）1月25日去世，享年87岁。他是日本棋院初代总裁。另外他也是一个福尔摩斯迷。

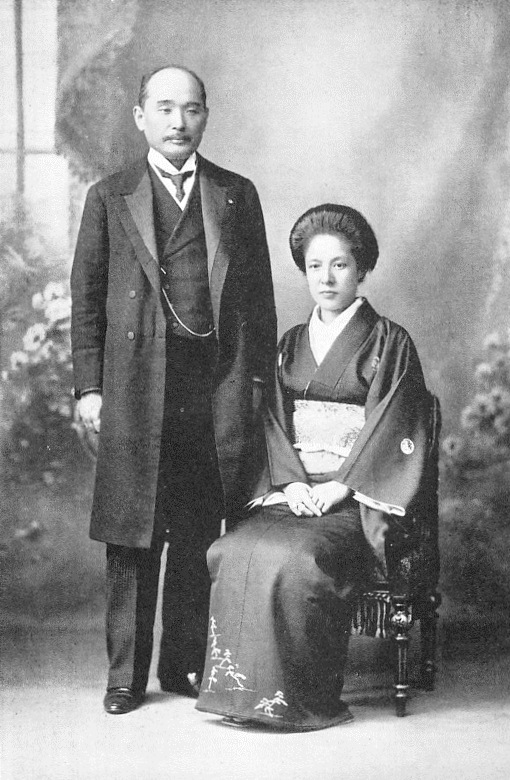
牧野伸顕夫妻
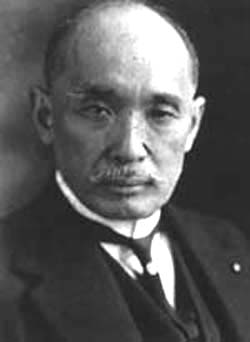
大正期的牧野伸顕

## 荣典
- 1920年（大正9年）9月7日： 勲一等旭日桐花大綬章

## 家族 親族
- 生父・大久保利通

- 義父・牧野吉之丞（北越战争中战死）

- 妻・みね（三岛通庸第二女）

- 長男・伸通（前式部官、妻子純子（男爵 锅岛直明的長女[3]、東宮女官長を務めた）

- 同長男・伸和
- 同長女・林貞子（1919年 - 2006年、伯爵 林博太郎嫡男学習院大学名誉教授友春之妻、幼儿教育専家、東海大学名誉教授、松濤幼稚園的創設者）

- 同長女・三井富美子（三井之乗（男爵 三井八郎右衛門四男）之妻、若葉会幼稚園園長）

- 同次女・杉山淑子（元豊年製油（現 J-油米尔斯株式会社）会長杉山金太郎長男元太郎之妻）

- 長女・吉田雪子（前总理大臣吉田茂之妻）

- 同長男・吉田健一（作家）
- 同三女・麻生和子（麻生太賀吉之妻）

- 同長男・麻生太郎（政治家、前总理大臣）
- 同三女・三笠宮寬仁親王妃信子（皇族）

- 二女・秋月利武子（子爵 秋月種英（秋月種樹次男）之妻）

- 同次女・武見英子（元日本医師会会長武見太郎之妻）

- 同長男・武見敬三（政治家）

- 生母・大久保满寿子
- 兄・大久保利和（初名彦熊、大久保家的継承人、授爵侯爵）
- 弟・大久保利武（初名三熊、利和的継嗣，継承大久保侯爵家）
  - 甥・大久保利謙（利武長男历史学家）
- 五男・石原雄熊
- 妹・伊集院芳子（丈夫为伊集院彦吉）
- 異母弟・大久保利夫（初名達熊）
- 異母弟・大久保駿熊
- 異母弟・大久保七熊
- 異母弟・大久保利賢（横浜正金银行行长、高桥是清的女婿）
  - 甥・大久保利春（利賢之子、丸紅専務）

## 著書
- 『松濤閑談』（創元社、1940年）
- 『回顧録』　文藝春秋新社、（全3巻、1948-49年 / 中公文庫 上下、1977-78年）

※孫の吉田健一と中村光夫等が最晩年の牧野より筆記、後半は前著の一部を収録した。
- 『牧野伸顕日記』（中央公論社、伊藤隆・廣瀬順皓編、1990年）

## 脚注
1. ↑  コトバンク「牧野伸顕」 （页面存档备份，存于）。なお、ここでいう「（旧）東京大学」は（東京）開成学校の後身で（東京）帝国大学の前身校である。
2. ↑  『官報』第501号、大正3年4月2日。
3. ↑  猪野三郎監修『第十二版 大衆人事録』（昭和12年）東京・六一四頁
4. ↑  佐藤朝泰 著 『豪閥 地方豪族のネットワーク』159頁